# Matanza del Monte de Chila
Matanza del Monte de Chila se refiere a una masacre de indígenas totonacos, perpetrada por el ejército mexicano, el 28 de enero de 1970, en el Monte Chila de Jopala, sierra norte de Puebla. Se calcula que en la masacre murieron alrededor de 324 personas, incluyendo niños, mujeres, personas ancianas y hombres; sin embargo, no hay cifras oficiales.

## Contexto histórico
La región de Jolapa fue ocupada desde la época prehispánica por poblaciones totonacas y nahuas. En este sentido, se trata de una región multiétnica, donde se hablan cinco lenguas indígenas, dentro de las cuales domina el totonaco. Asimismo, la historia de la región se encuentra ligada a los cacicazgos, lo que ha hecho complicado que se toquen temas sensibles, particularmente el de la masacre de Chila.

### Guerra sucia
En México, en la década de 1960, había un régimen político autoritario y antidemocrático. A pesar del llamado 'milagro mexicano', comenzaron a aparecer conflictos sociales que fueron reprimidos a partir del monopolio de la violencia de estado. En 1964, durante el gobierno de Adolfo López Mateos, iniciaron las operaciones del Campo militar n.º 1. Este lugar fue usado como prisión para dirigentes sociales, guerrilleros, activistas, etc., comenzando la llamada Guerra sucia en México.

### Contexto poblano en la década de 1960
En la década de 1960, hay una tendencia anticomunista en el estado, como se señala en la Décima Quinta Carta Pastoral sobre el Comunismo en mayo de 1961, del arzobispo Octaviano Márquez y Toriz. El 14 de septiembre de 1968, ocurre la Masacre de San Miguel Canoa, en donde fueron asesinados trabajadores de la Universidad Autónoma de Puebla; hecho que quedó impune.
En 1969, comienza el mandato del gobernador Rafael Moreno Valle, que había sido secretario de salud durante la administración de Gustavo Díaz Ordaz. El 15 de febrero del mismo año, el recién entrante gobernador mandó a reprimir a campesinos y pobladores de Huehuetlán el Chico; de la que se encargó Eusebio González Saldaña, general de la 25 Zona militar. En esta represión hubo 18 muertos.

## La masacre
El 28 de enero de 1970, el ejército mexicano asesinó a 324 personas indígenas totonacas, entre mujeres, niños y ancianos, quienes se encontraban demandando tierras. El ejército bombardeó con napalm, como señala Armando Bartra, quemando las casas, y dejando a los cuerpos a la intemperie por tres meses.La comunidad fue extinguida por completo.
El sacerdote Gabriel Diego, párroco de la comunidad de Chicontla, fue el único que dejó un testimonio de la masacre, pues el ejército le permitió entrar a la zona, junto a un grupo de pobladores, para poder recuperar los cuerpos de los caídos, de los cuales sólo hallaron huesos, que fueron enterrados en una fosa común.
Gabriel Diego escribió, de puño y letra, en el libro del gobierno de Chicontla, en el que se lee: "El 28 de enero llegó aquí  el Ejército Mexicano trayendo innumerables carros y toda clase de armas para ir a apaciguar una trifulca  que se había armado en el Monte de Chila el 24 de este mismo mes."
Previamente, la situación era muy violenta, pues había personas ajenas (entre ellas hombres que se habían fugado de la cárcel de Villa Juárez) que se habían apropiado de grandes extensiones de territorio, y se habían registrado múltiples asesinatos, por lo que fue enviado un grupo de militares del ejército mexicano, registrándose un enfrentamiento en que habrían muerto unos 30 rebeldes, y dos militares (un teniente y un cabo), así como otros dos soldados heridos.
Ante esto, el ejército envió a cientos de soldados, pero la mayoría de los rebeldes ya se habían retirado. 

Miguel Ángel Andrade Rivera, cronista de Jopala, señaló:
Dos o tres días más tarde, llegaron a Chicontla cientos de soldados en grandes camiones verdes. Se posesionaron del mercado e instalaron ametralladoras en la torre de la iglesia, en la salida del camino a San Pedro, en los muros del puente sobre el río Necaxa de la antigua presidencia. Estuvieron en el pueblo varios días, organizando, planeando un ataque sobre Monte de Chila. Hubo vuelos de avioneta, algunos pensamos que eran vuelos de reconocimiento; luego se corrió el rumor de que habían bombardeado la zona. Enseguida marchó la tropa y regresaron con algunos detenidos. Venían atados con las manos en la espalda. Algunos fueron llevados a México a la Zona Militar número Uno, otros a Puebla. A otros, quizá, les aplicaron la ley fuga. Ya no se supo de ellos.
El hecho no fue consignado por ningún medio de comunicación, ni local ni nacional; debido a la marginación del pueblo y lo lejano de la zona; así como por el temor a represalias de las comunidades vecinas.

## Causas
Gerardo Pérez Muñoz señala que la masacre se trató de un etnocidio, ocasionado por el despojo de tierras de pobladores totonacos y campesinos. Este despojo ocurrió porque los caciques de la zona acumularon poder económico y político.
Las tierras en pugna, más adelante se convirtieron en una hacienda cafetalera denominada Oro Verde, que fue comprada por terratenientes alemanes.
Por otro lado, se señala que en ese entonces la empresa Volkswagen, que se estableció en 1964, compró el monte durante la administración de Rafael Moreno Valle.

## Conmemoraciones
El 29 de enero de 2023, en Patla, se realizó un acto de conmemoración de la masacre, a 53 años del hecho. Estuvieron presentes diversos activistas y luchadores sociales, como Abel Barrera, Pedro Hernández, Gerardo Pérez Muñoz, José Camacho, Guillermo Garrido, Jorge Armando Hernández Cabrera, Edmundo Fosado, Heriberto Hernández y Osvaldo Cortés. En el acto conmemorativo, ejidatarios y pobladores de la zona, señalaron la importancia de una reparación al daño moral por parte del gobierno y una investigación para recuperar los cuerpos de los masacrados.